# مطمئن (آلبوم)
مطمئن پنجمین آلبوم خواننده آمریکایی دمی لواتو است که در ۱۶ اکتبر ۲۰۱۵ توسط هالیوود، آیلند و سیفهاوس رکوردز منتشر شد.